# Hyperolius cinnamomeoventris
Hyperolius cinnamomeoventris és una espècie de granota de la família dels hiperòlids que viu a Angola, Camerun, República del Congo, República Democràtica del Congo, Guinea Equatorial, el Gabon, Kenya, Uganda, Zàmbia i, possiblement també, a la República Centreafricana, Ruanda, el Sudan i Tanzània.